# Antennatus
Az Antennatus a sugarasúszójú halak (Actinopterygii) osztályának horgászhalalakúak (Lophiiformes) rendjébe, ezen belül a csáposhal-félék (Antennariidae) családjába tartozó nem.

## Tudnivalók
Az Antennatus-fajok többsége a Csendes-óceánban fordul elő, néhányuk az Indiai-óceánban is fellelhető. Az Atlanti-óceánban csak az Antennatus bermudensis található meg. Eme halak hossza fajtól függően 3-14 centiméter közötti. Néhány idetartozó fajt, korábban az Antennarius nembe sorolták be.

## Rendszerezés
A nembe az alábbi 12 élő faj tartozik:
- Antennatus analis (Schultz, 1957)
- Antennatus bermudensis (Schultz, 1957)
- Antennatus coccineus (Lesson, 1831)
- Antennatus dorehensis (Bleeker, 1859)
- Antennatus duescus (Snyder, 1904)
- Antennatus flagellatus Ohnishi, Iwata & Hiramatsu, 1997
- Antennatus linearis Randall & Holcom, 2001
- Antennatus nummifer (Cuvier, 1817)
- Antennatus rosaceus (Smith & Radcliffe, 1912)
- Antennatus sanguineus (Gill, 1863)
- Antennatus strigatus (Gill, 1863) - típusfaj
- Antennatus tuberosus (Cuvier, 1817)

## Képek

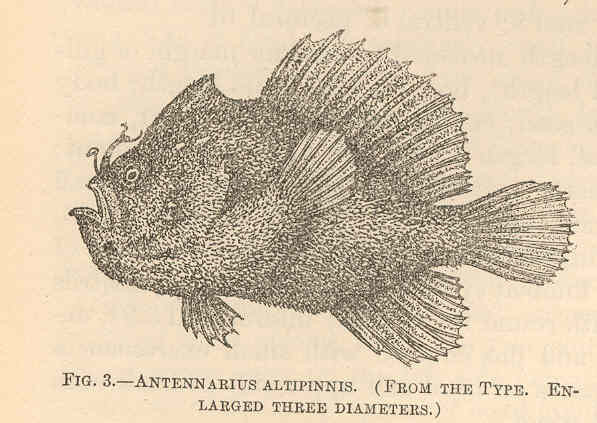
Antennatus dorehensis
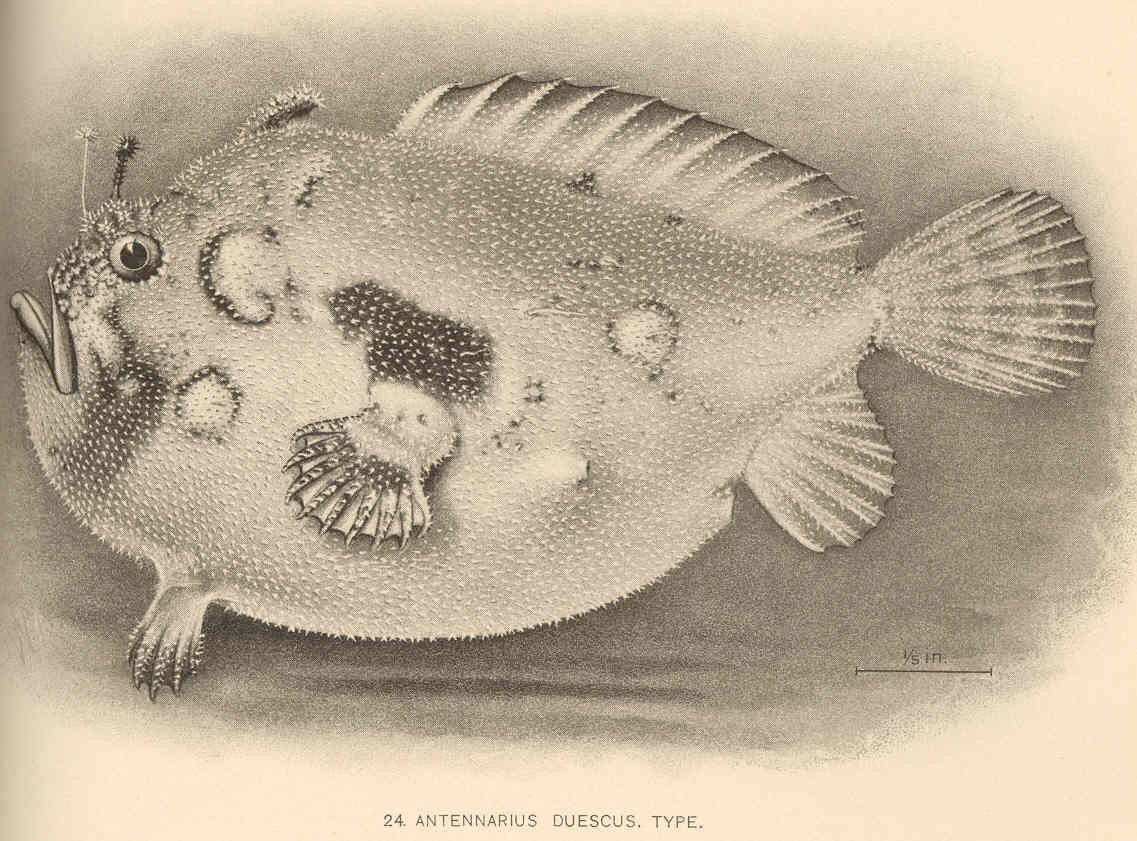
Antennatus duescus
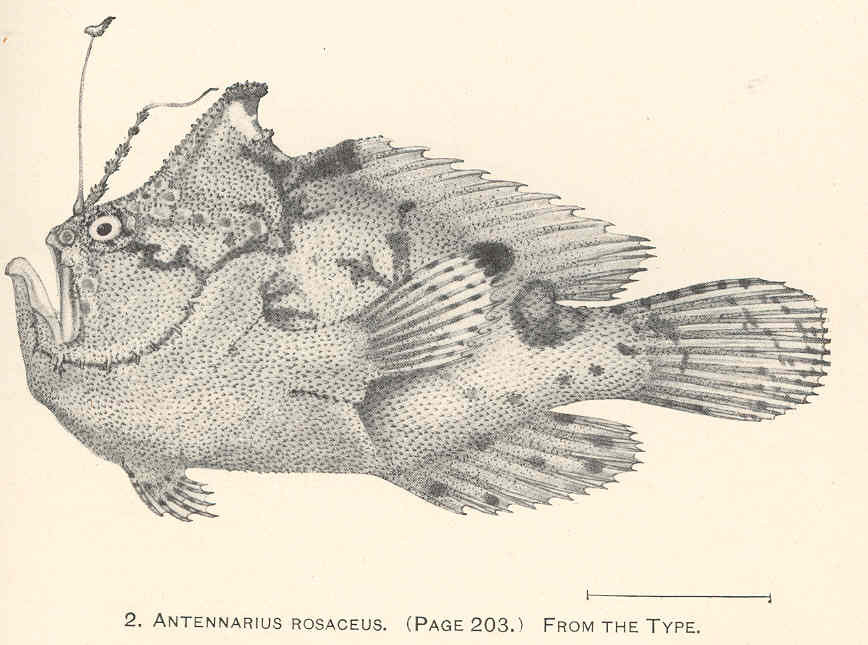
Antennatus rosaceus
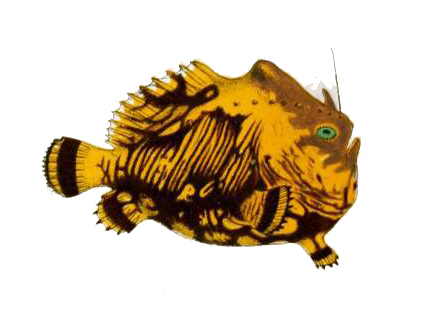
Antennatus tuberosus